# Horthy Miklós (diplomata)
Ifjabb vitéz nagybányai Horthy Miklós (teljes nevén: Horthy Miklós László János Benedek, Póla, 1907. február 14. – Lisszabon, 1993. március 28.) földbirtokos, magyar királyi követ Brazíliában és Portugáliában, a Vitézi rend tagja, bankaligazgató, diplomata, felsőházi tag, sportvezető. Horthy Miklós kormányzó és Purgly Magdolna legkisebb gyermeke volt. Számos gazdasági és sportéleti tisztséget látott el. Politikailag mérsékelt konzervatív-liberális nézeteket vallott, és elítélte a szélsőséges politikát, valamint a német terjeszkedést. 1944. január 1-jén átvette a Kiugrási Iroda vezetését. Feladatai közé tartozott a szövetséges erőkkel való kapcsolattartás és a német megszállás után a zsidók kormányzói mentesítése. Apja kiugrási kísérletéről értesülve 1944. október 15-én az Otto Skorzeny vezette kommandó rövid tűzharc után elfogta és elrabolta. Ezt követően a mauthauseni koncentrációs táborba vitték. A háború után nyugaton telepedett le. Hamvait 1993. szeptember 4-én szállították haza szülei földi maradványaival együtt Portugáliából és helyezték örök nyugalomra Kenderesen, a családi kriptában.

## Élete

### Származása, tanulmányai és családja

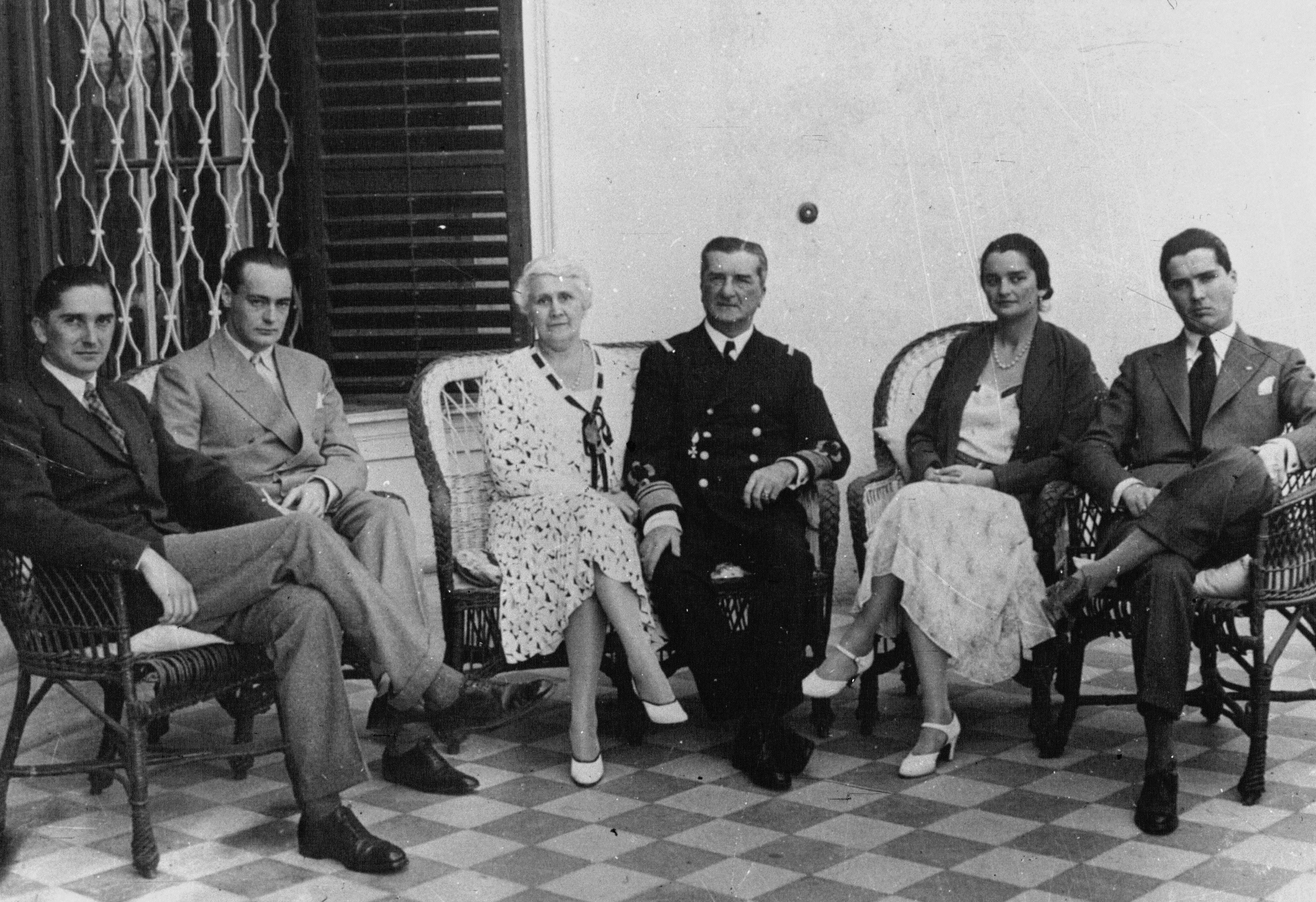
Horthy István, ifj. Károlyi Gyula, Horthy Miklósné, Horthy Miklós, Horthy Paulette, ifj. Horthy Miklós

Ifjabb Horthy Miklós 1907. február 14-én született Pólán, a mai Horvátország területén, vitéz nagybányai Horthy Miklós és jószáshelyi Horthyné Purgly Magdolna legkisebb gyermekeként. 1925-ben magántanulóként fejezte be a gimnáziumot a pesti piaristáknál Dr. Kisparti János osztályában kiváló eredménnyel. Egyetemi tanulmányait a bécsi Augustineumban, Badenban, majd Budapesten folytatta. Ezt követően elvégezte a keszthelyi Gazdasági Akadémiát. Tanulmányai után részt vett a családi birtokok kezelésében. 1927. augusztus 4-én Budapesten feleségül vette Károlyi Mária Consuelót, nagykárolyi gróf Károlyi Imre és nagykárolyi gróf Károlyi Zsófia lányát. Miklósnak és Mária Consuelónak két gyermeke született. 1928-ban Zsófia, 1929-ben pedig Nikolette. Mivel házasságuk megromlott, 1930-ban elváltak. A válás ellenére békés kapcsolat maradt fenn közöttük, így Consuelo és a gyermekek gyakran vendégeskedtek a Horthy családnál. Miklós élénk társasági életet élt. Bár mulatós szoknyabolondnak tartották, a társadalmi körében elfogadott határokat nem lépte át.

### Szerepe a sportéletben
Fiatalon elkezdett sportolni. Jó lovas és úszó volt, emellett kiválóan teniszezett. A technikai sportok iránt is érdeklődött. Autó- és motorversenyeken indult, ahol jó helyezéseket ért el. 1926 májusában egy versenyre való felkészülés közben azonban baleset érte, mely során Budapesten elütött egy tejhordó lányt, aki ennek következtében életét vesztette. Pár évvel később újabb súlyos baleset érte. 1929-ben egy lovaspóló mérkőzésen lova rálépett a labdára. Miklós leesett a lóról és eszméletét vesztette. Szanatóriumba került, ahol egy hónapot töltött el. Ez a baleset az egész életére kihatott. Időnként fejfájás és kettős látás kínozta, valamint nehézségei voltak a beszéddel. Ellentétben a rosszindulatú szóbeszéddel, szellemi képességeit a baleset nem befolyásolta. Balesete miatt felhagyott az aktív sportolással, de egyéb, sporttal kapcsolatos teendőket továbbra is ellátott. 1930-ban a Magyar Ökölvívó Szövetség elnökének, a Hungária Automobil Klub és a Magyar Motorcsónak Club alelnökének választották meg. 1932-ben a Magyar Úszószövetség társelnöki pozíciójába került, ezt követően 1933-tól 1944-ig a szövetség elnöke lett. 1934-ben megválasztották a Magyar Tenisz Szövetség elnökének. Emellett az Országos Testnevelési Tanács tagja volt. Itt a nemzetközi sportügyekkel kapcsolatos teendőket ellátó szakbizottság tagja volt. Ez utóbbi hatására a Nemzetközi Olimpiai Bizottság és a Magyar Olimpiai Bizottság tagja volt az 1939 és 1948 közötti időszakban. 1937-ben a Société de la Nouvelle Revue de Hongrie választmányi tagja lett.

### Szerepe a gazdasági életben
Családi kapcsolatainak köszönhetően jelentős gazdasági pozíciókhoz jutott. 1928-tól osztályvezető, majd aligazgató lett a Magyar-Angol Banknál. 1936-tól igazgatói szerepkört töltött be a Magyar Bank és Kereskedelmi Rt.-nél. Az 1930-as években a Budai Általános Takarékszövetkezet Rt. igazgatósági tagja és a Magyar-Egyiptomi Kereskedelmi Rt. ügyvezető igazgatója volt. A Bel- és Külforgalmi Rt., valamint a Magyar Folyam- és Tengerhajózási Rt. vezérigazgatója volt. Emellett a Hajózási és Kikötőügyi Tanács tagja volt. 1935-ben Korda Sándor közreműködésével angol–magyar filmgyártó vállalatot szeretett volna létrehozni. Az 1930-as években hosszabb ideig üzleti úton tartózkodott Afrikában. Ennek során megismerkedett az egyiptomi uralkodócsaláddal is. 1938-ban tanulmányt jelentetett meg Egyiptomról.

### Szerepe a politikában és a közéletben
Politikailag mérsékelt konzervatív-liberális nézeteket vallott. Elítélte a szélsőséges politikát és a német terjeszkedést. Ezzel szemben a nyugati orientáció híve volt. Politikai tevékenysége a második világháború kitöréséig nem volt számottevő. Kellemes stílusát közéleti és reprezentációs feladatok ellátása terén kamatoztatta. A Magyarországra látogató államfők hölgyrokonainak kíséretét általában ő látta el. 1937-ben III. Viktor Emánuel olasz király, 1938-ban pedig Nazli egyiptomi anyakirályné látogatása során látott el ilyen szerepkört. 1939 júliusában rendkívüli követi és meghatalmazott miniszteri címmel kinevezést nyert a brazíliai magyar követség élére, ami Rio de Janeiróban volt található. Ezt a szerepkört szerződéses viszonyban töltötte be. Feladata a magyar-brazil gazdasági kapcsolatok bővítése, valamint a dél-amerikai magyarsággal (60-70 ezer fő) való kapcsolattartás volt. Feladatát jól látta el, azonban 1942. május 2-án a magyar-brazil diplomáciai kapcsolatok megszakadtak. 1942. augusztus 22-én Brazília hadat üzent a tengelyhatalmaknak. Mivel a magyar követnek távoznia kellett az országból, a magyarok képviseletét a svéd követség vette át. Miklós október 17-én érkezett Magyarországra Portugálián keresztül. 1942 decemberében Jász-Nagykun-Szolnok vármegye felsőházi tagjává választották. Ebben a pozícióban az ipari, később a külügyi bizottság tagja lett 1943 áprilisától. Emellett számos esetben társadalmi megbízatásokat látott el. A Kivándorlási Tanács vezetőségi tagja, valamint a Magyarok Világszövetségének tiszteletbeli elnökségi tagja lett. Gyors katonai kiképzésben vett részt és 1943. október 14-én tartalékos hadnaggyá avatták. Ezt követően a szegedi Hunyadi János honvéd gyalogezred lett a szolgálati helye.
A kormányzat 1944. január 1-jén megbízta ifjabb Horthy Miklóst (a már addig is működő) „Kiugrási Iroda” vezetésével. A kis létszámú iroda hivatalosan a külföldi magyarok hazatelepítésével, valamint a háború után várható gazdasági és társadalmi változások elemzésével foglalkozott. A valóságban a németellenes körökkel és a szövetséges erőkkel való kapcsolattartással, valamint német megszállás után a zsidók kormányzói mentesítésével foglalkoztak. Horthy részt vett egy „nemzeti középkormány” létrehozására irányuló kísérletben, és felvette a kapcsolatot a Magyar Front ellenzéki köreivel. Ugyancsak megkísérelte a kapcsolatfelvételt a jugoszláv partizánokkal. Édesapja, Horthy Miklós kormányzó kiugrási kísérletéről értesülve a német titkosszolgálat 1944. október 15-én kicsalta Miklóst a Budai várból, ahol az Otto Skorzeny vezette kommandó rövid tűzharc után elfogta, majd szőnyegbe csavarva elszállította (a német tervek ezt Mickey Mouse akciónak nevezték). Horthy Miklóst a németek az ő életével zsarolták, aminek következtében a kormányzó akarata ellenére kénytelen volt a hatalmat átadni Szálasi Ferencnek. Miklós Bécsen keresztül a mauthauseni fogolytáborba került. Zárkája a krematórium fölött, a kínzókamrák mellett volt, így éjjel-nappal a megkínzottak ordítását hallhatta. Emellett – feltehetően a lelki terror fokozásaként – közölték vele, hogy kötél általi halálra ítélték. Mauthausenben több magyar politikus, többek között Kállay Miklós egykori magyar miniszterelnök is fogolytársa volt. 1945 áprilisában előbb Dachauba, Innsbruckba, végül Niederdorfba szállították. 1945. május 4-én az amerikai csapatok kezére került, és Capri szigetén töltött három hónapot őrizetben. Végül 1945 augusztusában Rómában szabadon bocsátották.

### Háború utáni élete
1945 decemberében engedéllyel meglátogatta édesapját, Horthy Miklóst, akit a nürnbergi per során tanúként hallgattak meg. 1947 júniusában kivándorolt Brazíliába, de a politikai szerepvállalástól továbbra is elzárkózott. 1948 februárjában a NOB törölte tagjainak sorából.
1949-ben meggyőzték a mérsékelt irányvonalú Magyar Nemzeti Bizottmány brazíliai képviseletének elvállalásáról, ugyanakkor megválasztották az emigrációs Magyar Nemzeti Sportszövetség alelnöki posztjára. A Magyar Nemzeti Bizottmányban betöltött pozíciójáról belső viták következtében 1955-ben lemondott. 1956. december 22-én Edinburgh-ban feleségül vette Hema de Croyt. 1974-ben Palma de Mallorcán telepedtek le. 1976-ban, felesége halála után Miklós Portugáliába költözött. 1993-ban Lisszabonban hunyt el. 1993. szeptember 4-én szállították haza szülei földi maradványaival együtt Portugáliából és helyezték örök nyugalomra Kenderesen, a családi kriptában.

## Filmek az életéről
- Nicky, a másik fiú (dokumentumfilm életútjáról, rend.: Borsody István, 2019)[5]